# Ameland
Ameland é um município dos Países Baixos, situado na província da Frísia. Em 1 de janeiro de 2022, tinha uma população de 3 757 habitantes.